# Idea roepkei
Idea roepkei är en fjärilsart som beskrevs av Engbert Jan Nieuwenhuis 1954. Idea roepkei ingår i släktet Idea och familjen praktfjärilar. Inga underarter finns listade i Catalogue of Life.